# ويليام لويل هيل
ويليام لويل هيل (بالإنجليزية: William Lowell Hill)‏ هو ضابط أمريكي، ولد في 17 أكتوبر 1855 في أوبورن في الولايات المتحدة، وتوفي في 2 أغسطس 1922 في Kittery, Maine ‏ في الولايات المتحدة.